# Roxana Anghel
Roxana Iuliana Anghel, née le 1er janvier 1998 à Câmpulung Moldovenesc, est une rameuse roumaine, vice-championne olympique en deux sans barreur puis championne olympique en huit en 2024.

## Carrière
Anghel et ses coéquipières terminent 9e du quatre sans barreur aux Jeux olympiques d'été de 2020.
Avec sa coéquipière Ioana Vrînceanu, elle remporte la médaille d'argent en deux sans barreur avec un temps de  lors des Jeux olympiques d'été de 2024 derrière les Néerlandaises Ymkje Clevering et Veronique Meester.

## Palmarès

### Jeux olympiques
- Jeux olympiques de 2024 à Paris :
  -  médaille d'or en huit
  -  médaille d'argent en deux sans barreur

### Championnats du monde
- Championnats du monde 2023 à Belgrade :
  -  médaille d'or en huit
  -  médaille d'argent en deux sans barreur

### Championnats d'Europe
- Championnats d'Europe 2023 à Bled :
  -  médaille d'or en huit
  -  médaille d'or en deux sans barreur
- Championnats d'Europe 2024 à Szeged :
  -  médaille d'or en huit
  -  médaille d'or en deux sans barreur